# Giuseppe Cavadini
Giuseppe Cavadini (Ponte Chiasso, 1º febbraio 1933) è un ex calciatore italiano, di ruolo difensore.

## Carriera
Inizia a giocare nel Chiasso, in Svizzera.
Dopo quattro stagioni, nel 1958 passa al Palermo, con cui, nella stagione 1958-1959, ha giocato una partita in Serie B ottenendo la promozione in Serie A.
Tornato al Chiasso, l'ultima stagione della sua carriera è quella in cui ha ottenuto più presenze: nel 1962-1963 gioca infatti 25 partite in massima serie.